# アンカー号

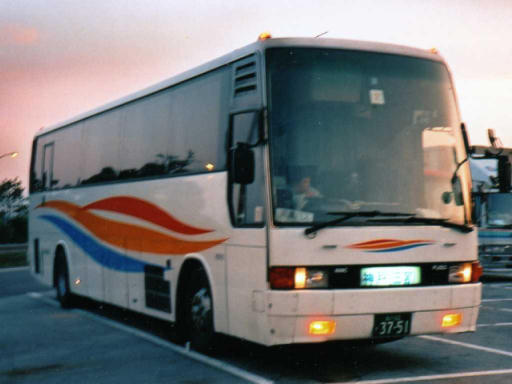
アンカー号の車両
京浜急行電鉄（1994年6月撮影）

アンカー号（アンカーごう）は、かつて川崎・横浜と神戸地区を運行していた夜行高速バスである。アンカーは英語で「錨」を意味し、港町である東西の都市を結んだことに由来する。
本項では、主に廃止時点での概況を記す。

## 概要
1989年（平成元年）5月2日 - 横浜 - 神戸三宮間で運行開始。京浜急行電鉄（現：京浜急行バス）と阪神電気鉄道（現：阪神バス）の共同運行。阪神電気鉄道の運行便は、同社の高速バスの統一名称「サラダエクスプレス」として運行していた。
京浜急行電鉄は1986年に「ノクターン号」で夜行高速バスに参入。同年には多くの夜行高速バス路線を開業してで成功を遂げた。しかし「アンカー号」は1995年に発生した阪神・淡路大震災の影響で乗客が伸び悩み、1997年11月1日に路線休止し、翌1998年に路線廃止された。このため、京浜急行バスが運行する夜行高速バスでは初の廃止路線となった。
車両は京急・阪神ともに、独立3列シートのスーパーハイデッカー車を使用していた。

### 廃止後
2003年には京成バスと阪神電気鉄道の共同運行で千葉・上野（後に東京駅経由に変更） - 神戸間に夜行高速バスが運行開始した。また同年には、京浜急行バスと阪急バスの共同運行で品川 - 大阪梅田間に「シャトー号」が運行開始された。後に「シャトー号」は横浜経由に変更されたため、運行の持ち替えながら京急バスの関西方面と阪神バスの東京方面の系統は本系統廃止後も存続した。ただし「シャトー号」は京浜急行バスが2008年4月に撤退、阪急バスの単独運行となっていた（同時に池袋発着となる）が廃止。千葉・東京駅 - 神戸線は2010年末に阪神バスから阪急バスに運行会社が変更となり、2012年6月より横浜駅経由となった。これにより、横浜と神戸を直結（大阪経由ではあるが）する夜行高速バスが約15年ぶりに復活したこととなる。

## 運行会社
- 京浜急行電鉄
- 阪神電気鉄道

## 運行経路
川崎駅 - 横浜駅東口バスターミナル（17番のりば） - （保土ヶ谷バイパス） - （横浜新道） - （東名高速道路） - （名神高速道路） - 阪神尼崎 - 阪神甲子園 - 神戸三宮

## 歴史
- 1989年5月2日 - 横浜 - 神戸三宮間で運行開始[1][2]。
- 1991年8月16日 - 阪神甲子園経由に変更。
- 1992年3月19日 - 川崎駅まで延伸、阪神尼崎経由に変更。
- 1997年11月1日 - 路線休止[1]（翌1998年に廃止[1]）。